# Сухое (Полтавская область)
Сухое (укр. Сухе) — село,
Кировский сельский совет,
Полтавский район (до административной реформы 2020 года — Кобелякский район),
Полтавская область,
Украина.
Код КОАТУУ — 5321883205. Население по переписи 2001 года составляло 166 человек.

## Географическое положение
Село Сухое находится у истоков реки Восьмачка,
ниже по течению на расстоянии в 1,5 км расположены сёла Михайловка и Лебедино.